# Гавацци, Франческо
Франческо Гавацци (итал. Francesco Gavazzi, род. 1 августа 1984 в Морбеньо, Италия) — итальянский профессиональный шоссейный велогонщик, выступающий с 2016 года за проконтинентальную команду «Androni-Sidermec». 

## Статистика выступлений на Гранд-турах
| Гонка           | 2008 | 2009 | 2010 | 2011 | 2012 | 2013 | 2014 | 2015 | 2016 | 2017 | 2018 | 2019 |
| --------------- | ---- | ---- | ---- | ---- | ---- | ---- | ---- | ---- | ---- | ---- | ---- | ---- |
| Джиро д’Италия  | 84   | 69   | —    | —    | —    | —    | —    | 58   | —    | —    | 53   |      |
| Тур де Франс    | —    | —    | 105  | —    | —    | 84   | —    | —    | —    | —    | —    |      |
| Вуэльта Испании | —    | —    | —    | 58   | —    | —    | —    | —    | —    | —    | —    |      |

| — | Не участвовал |